# Thierbach (Kitzscher)
Thierbach ist ein Ortsteil der sächsischen Stadt Kitzscher im Landkreis Leipzig. Er wurde am 1. August 1973 eingemeindet.

## Geographie

### Geographische Lage und Verkehr

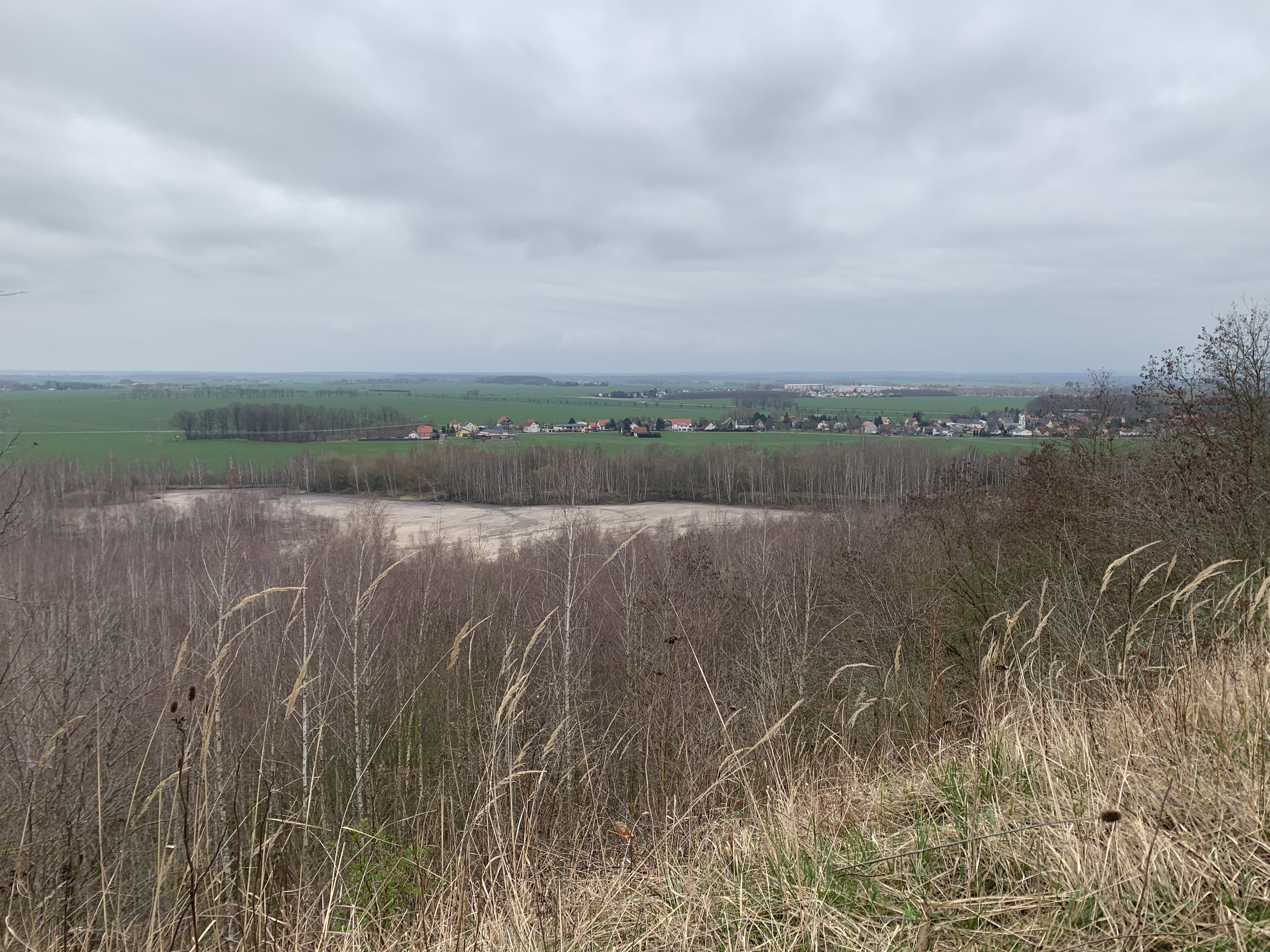
Blick auf Thierbach von der Halde Trages

Thierbach liegt etwa 21,5 Kilometer südsüdöstlich der sächsischen Großstadt Leipzig. Das Gelände des ehemaligen Braunkohlekraftwerkes Thierbach liegt westlich des Ortes und die Halde Trages nordwestlich von Thierbach. Ebenfalls westlich von Thierbach verlaufen parallel zueinander die Bundesautobahn 72 und die Bundesstraße 95.

### Nachbarorte
| Espenhain, Mölbis | Trages                                      | Hainichen                    |
|                   | Kompassrose, die auf Nachbargemeinden zeigt | Kitzscher (Siedlung Neudorf) |
| Eula, Gestewitz   | Braußwig                                    | Kitzscher                    |

## Geschichte

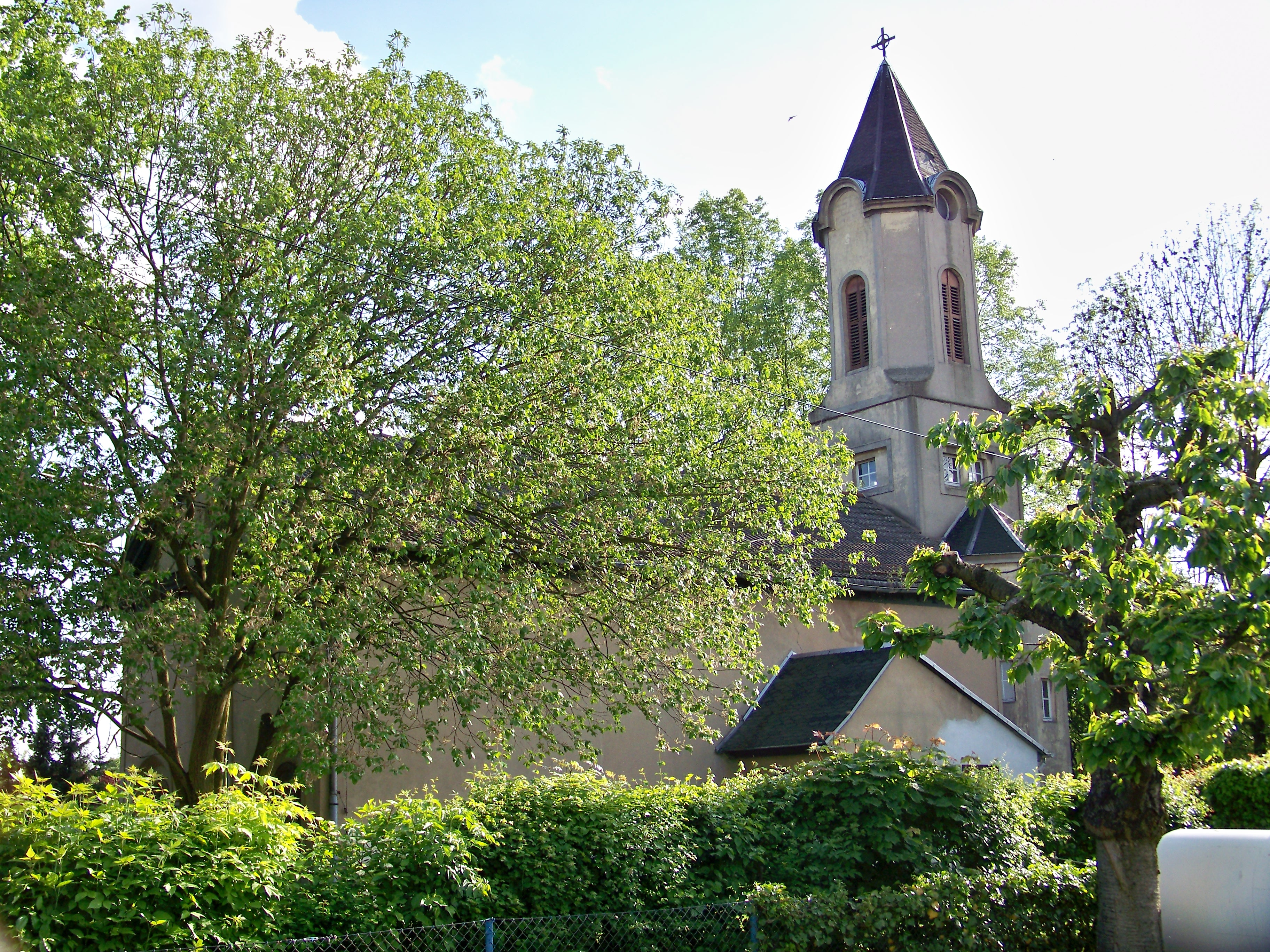
Die Thierbacher Kirche

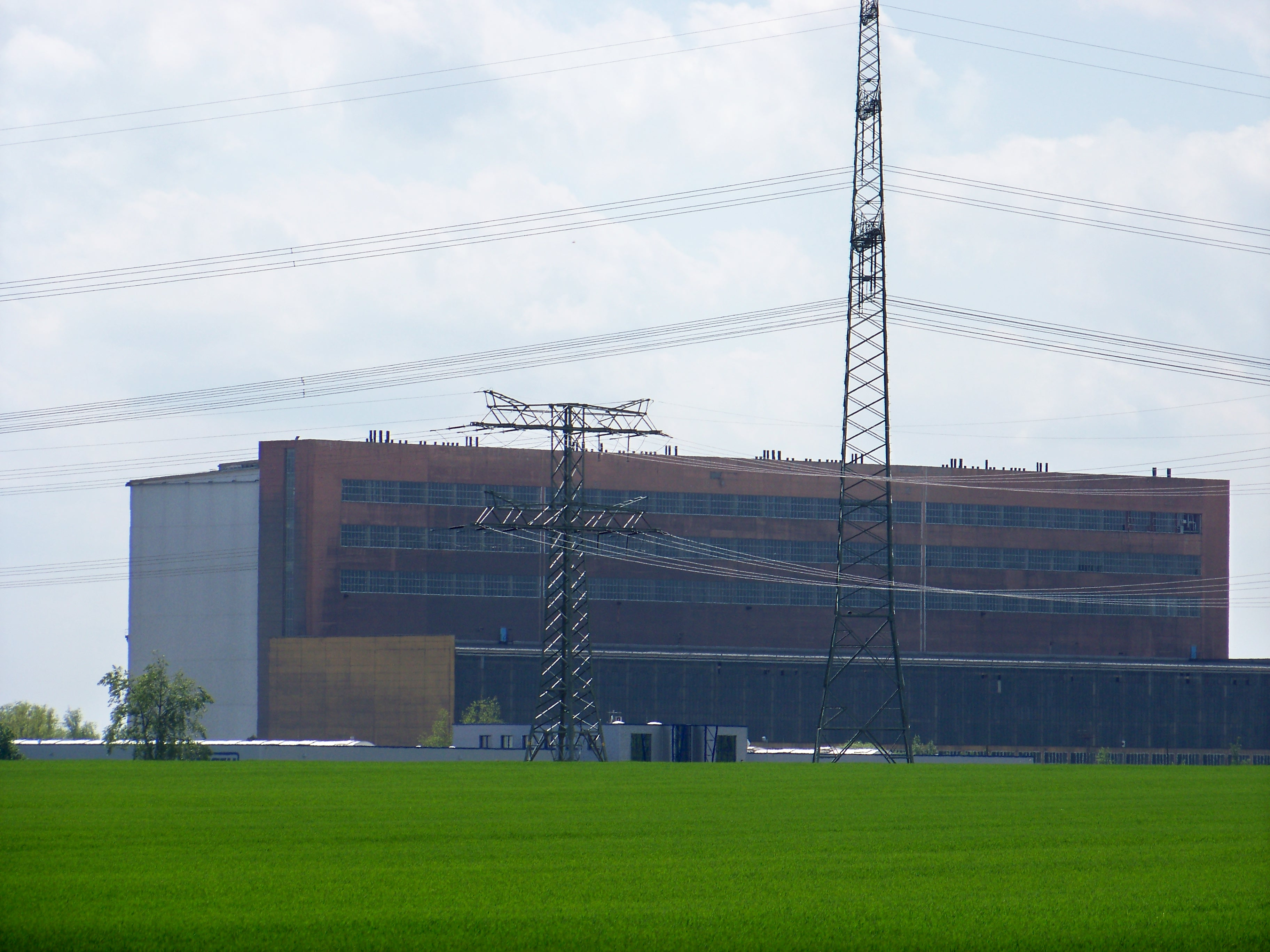
Ehemaliges Kraftwerk Thierbach

Etwa im 12. Jahrhundert entsteht Thierbach – „Ort am Bach an dem sich viel Wild aufhält“ – als ein von deutschen Kolonisten angelegtes Straßenangerdorf. 1277 wird ein Heinricus dictus de Thyrbach erwähnt, was auf einen Herrensitz deutet. Die mittelalterliche Wallburg Schneckenberg befand sich südwestlich des Orts. Von ihr ist heute lediglich der Turmhügel erhalten.
Die erste belegte Ortsnamenform datiert von 1350 als Tierbach. Neben Häuslern, Anspänner- und Hintersässergütern bestand der Ort noch aus einer Schmiede, einer Mühle und einem Gasthof. Der Herrensitz Kitzscher befand sich ab 1471 im Besitz der Familie von Kitzscher. Unter ihnen erfolgte im Jahr 1548 die Aufwertung zum Rittergut, welches die Grundherrschaft über Thierbach ausübte. Das Rittergut Thierbach war seit 1650 im Besitz der Familie von Claußbruch, ab 1730 besaß es die Familie von Zehmen. Nach mehreren Besitzerwechseln am 1773 kam es 1888 an die Familie Auenmüller, welche im gleichen Jahr in unmittelbarer Nähe des Ritterguts das Schloss Thierbach im neogotischen Stil mit dem dazugehörigen englischen Park errichten ließ. Der letzte Besitzer von Schloss und Rittergut Thierbach war 1938 Conrad von Auenmüller. 1941 wurde es an die ASW Espenhain verkauft und diente als Wohnunterkunft für Werkdirektoren und deren Familien. Im Zuge der Bodenreform in der Sowjetischen Besatzungszone ab 1945 wurde das Rittergut Thierbach enteignet. Das Schloss hingegen verblieb im Besitz der Aktiengesellschaft Sächsische Werke Espenhain und diente der Unterkunft von Umsiedlern. Es wurde um die Jahrtausendwende von dem ehemaligen „DDR-Koordinator“ der Republikaner, dem internationalen Waffenhändler, Immobilienbesitzer, Bauunternehmer und Wehrsportgruppen-Veteran Reinhard Rade gekauft und verfiel seitdem weiter. Heute ist es nur noch eine Ruine.
Thierbach wurde im Jahr 1837 selbstständiger Schulort. Neben der Schule besaß Thierbach an öffentlichen Gebäuden noch ein Gemeindehaus (nach der Sächsischen Landgemeindeordnung von 1838) und die Kirche, welche eine Filialkirche von Eula war. Thierbach lag bis 1856 im kursächsischen bzw. königlich-sächsischen Amt Borna. Ab 1856 gehörte der Ort zum Gerichtsamt Borna und ab 1875 zur Amtshauptmannschaft Borna.
Durch die zweite Kreisreform in der DDR im Jahr 1952 wurde die Gemeinde Thierbach dem Kreis Borna im Bezirk Leipzig angegliedert. Am 1. August 1973 wurde Thierbach nach Kitzscher eingemeindet. Seit 1990 gehörte Thierbach als Ortsteil der Stadt Kitzscher zum sächsischen Landkreis Borna, der 1994 im Landkreis Leipziger Land und 2008 im Landkreis Leipzig aufging. Das 1969 ans Netz gegangene Kraftwerk Thierbach wurde 1999 stillgelegt.

### Entwicklung der Einwohnerzahl
| Jahr    | Einwohnerzahl                             |
| ------- | ----------------------------------------- |
| 1548/51 | 19 besessene Mann, 10 Inwohner, 19 Hufen  |
| 1764    | 29 besessene Mann, 19 Häusler, 21 ¼ Hufen |
| 1834    | 247                                       |
| 1871    | 278                                       |

| Jahr | Einwohnerzahl |
| ---- | ------------- |
| 1890 | 278           |
| 1910 | 289           |
| 1925 | 295           |
| 1939 | 272           |

| Jahr | Einwohnerzahl |
| ---- | ------------- |
| 1946 | 365           |
| 1950 | 402           |
| 1964 | 419           |